# Ciclobutene
Il ciclobutene è composto chimico idrocarburico della classe dei cicloalcheni, costituito da una catena idrocarburica chiusa a formare un quadrilatero, con 4 atomi di carbonio ai vertici, due dei quali uniti da un doppio legame (C=C). La sua formula molecolare è C4H6.

## Proprietà
Il ciclobutene è un composto termodinamicamente instabile, ΔHƒ° = +157±2 kJ/mol. In parte significativa questo è un contributo della tensione d'anello, valutata in 118,8 kJ/mol. Nel ciclopropene (parecchio più instabile), questa è di 231 kJ/mole, mentre nel ciclopentene (più stabile) è di soli 17,2 kJ/mol. Questa tensione è qui principalmente tensione angolare, dovuta al fatto che i carboni del doppio legame, ibridati sp2, dovrebbero idealmente legarsi con angoli di 120° e per quelli sp3 con angoli di 109,5°, mentre qui gli angoli interni al ciclo sono molto prossimi a 90°: 94,2° sui carboni sp2 e 85,8° sui carboni sp3.
A temperatura ambiente il ciclobutene è un gas incolore, tecnicamente un vapore, che è facilmente condensabile in un liquido per semplice compressione.
Per riscaldamento si isomerizza a dare l'1,3-butadiene. Può essere preparato per disidratazione del ciclobutanolo con catalisi acida. Venne preparato originariamente per riscaldamento dell'idrossido di ciclobutiltrimetilammonio, [C4H7N(CH3)3]OH.